# Ismo Lius
Ismo Lius (Lahti, 30 november 1965) is een voormalig profvoetballer uit Finland, die speelde als aanvaller gedurende zijn carrière. Hij sloot zijn loopbaan in 1999 af bij de Finse club FC Hämeenlinna. Lius werd in 1985 uitgeroepen tot Fins voetballer van het jaar, samen met Jukka Ikäläinen.

## Interlandcarrière
Lius kwam in totaal 28 keer (drie doelpunten) uit voor de nationale ploeg van Finland in de periode 1984–1990.
| Interlanddoelpunten | Interlanddoelpunten | Interlanddoelpunten | Interlanddoelpunten          | Interlanddoelpunten | Interlanddoelpunten | Interlanddoelpunten | Interlanddoelpunten |
| #                   | Datum               | Locatie             | Wedstrijd                    | Goal(s)             | Score               | Uitslag             | Wedstrijd           |
| ------------------- | ------------------- | ------------------- | ---------------------------- | ------------------- | ------------------- | ------------------- | ------------------- |
| 1                   | 28/05/1987          | Helsinki            | Finland – Brazilië           | 88'                 | 2 – 3               | 2 – 3               | Oefeninterland      |
| 2                   | 09/09/1987          | Helsinki            | Finland – Tsjecho-Slowakije  | 72'                 | 2 – 0               | 3 – 0               | EK-kwalificatie     |
| 3                   | 22/10/1989          | Port of Spain       | Trinidad en Tobago – Finland | 65'                 | 0 – 1               | 0 – 1               | Oefeninterland      |

## Erelijst
Kuusysi Lahti
- Suomen Cup

1987
 HJK Helsinki
- Suomen Cup

1996